# Jaime Sommers
Jaime Sommers è un personaggio immaginario, protagonista dell'universo fantascientifico de L'uomo da sei milioni di dollari (1974-1976) e in particolare dello spin-off La donna bionica (1976-1978) e del suo remake Bionic Woman (2007). Le due Jaime Sommers, interpretate rispettivamente da Lindsay Wagner e Michelle Ryan, e apparse rispettivamente ne La donna bionica e in Bionic Woman, differiscono sostanzialmente in molti particolari, compresi luogo e data di nascita, professione e biografia.
La prima Jaime Sommers non è stata creata da Martin Caidin, dal cui romanzo Cyborg è stata tratta la serie L'uomo da sei milioni di dollari, ma dallo sceneggiatore e produttore Kenneth Johnson, appositamente per gli episodi che la vedono coinvolta. La seconda Jaime Sommers è invece opera del creatore della serie remake, David Eick.
Jaime Sommers è considerata una vera e propria icona femminista nell'immaginario collettivo, al pari di altri personaggi immaginari femminili dotati di forza e iniziativa, come ad esempio Wonder Woman.

## Sviluppo
Nel 1972 lo scrittore Martin Caidin pubblica il romanzo di fantascienza Cyborg, che, nel 1973, viene trasposto in alcuni film per la televisione, da cui poi prende il via la serie televisiva L'uomo da sei milioni di dollari (The Six Million Dollar Man). Nella serie, nel 1975, viene introdotto il personaggio di Jaime Sommers, interpretato da Lindsay Wagner, una donna che riceve un impianto bionico dopo un incidente quasi fatale similmente a quanto accaduto al suo fidanzato Steve Austin. La storia di Jaime Sommers compone un arco narrativo di 9 episodi, parte della seconda, terza e quarta stagione della serie, da La donna bionica - 1ª parte (The Bionic Woman: Part 1), trasmesso il 16 marzo 1975, a Uccidete Oscar - 2ª parte (Kill Oscar: Part 2), trasmesso il 31 ottobre 1976. L'arco narrativo riceve un alto gradimento da parte del pubblico e questo porta i produttori a creare una serie spin off prodotta dallo stesso Johnson, che riprende il personaggio di Jaime Sommers rendendola protagonista: La donna bionica (The Bionic Woman). Jaime Sommers è tuttavia un nuovo personaggio creato per la televisione dallo sceneggiatore Kenneth Johnson, che non appare nel romanzo originale di Martin Caidin. Nonostante ciò, lo scrittore viene ugualmente accreditato nella serie La donna bionica, dal momento che la serie usa le sue idee e creazioni in merito alla bionica, oltre a numerosi personaggi da lui creati per il suo romanzo.
La nuova serie Bionic Woman del 2007, concepita e prodotto da David Eick, modifica il personaggio di Jaime Sommers, interpretata da Michelle Ryan, facendone una "Donna Bionica" contemporanea e più adatta ai tempi. In questa nuova versione non vengono accreditati come autori del personaggio né Martin Caidin, né Kenneth Johnson.

## Biografia del personaggio

### La donna bionica
La Jaime Sommers originale è un'ex tennista professionista che subisce ferite quasi fatali in un incidente di paracadutismo. Dopo un intervento chirurgico all'avanguardia, diventa la prima cyborg donna. Viene quindi assegnata a missioni di spionaggio, in qualità di agente occasionale dell'Office of Scientific Intelligence (OSI), mentre conserva un'apparenza di normalità lavorando come insegnante alle scuole medie. Attraverso l'uso di impianti cibernetici noti come "bionica", Jaime riceve un orecchio bionico amplificato che le consente di rilevare suoni, a frequenze al di fuori della capacità uditiva umana, su distanze insolitamente lunghe. Ha anche una forza straordinaria nel suo braccio destro bionico e in entrambe le gambe, che le consentono di correre a velocità superiori a 60 miglia orarie.
Jaime viene presentata come il terzo cyborg realizzato, dopo l'astronauta/pilota collaudatore Steve Austin, protagonista della serie L'uomo da sei milioni di dollari e inizialmente suo fidanzato, e il pilota automobilistico Barney Hiller, apparso in due episodi sempre de L'uomo da sei milioni di dollari. Nei film per la televisione trasmessi negli anni ottanta e novanta, Jaime Sommers è diventata una consulente clinica dopo essersi ritirata dall'OSI. Aiuta il dottor Rudy Wells a formare altri nell'uso della loro bionica. Addestra il figlio di Austin, Michael Austin, e la paraplegica Kate Mason a gestire le loro nuove abilità e li consiglia sia come terapista che come qualcuno che ha affrontato le stesse sfide.

#### Prima degli impianti
Nata il 18 agosto 1948, Jaime è figlia di James e Ann Sommers, professori di college di politica e scienze, ma al contempo lavorano in segreto per il governo degli Stati Uniti, cosa tenuta nascosta anche alla figlia. Cresce in Ojai, California, e presto si dimostra talentuosa nel gioco del tennis. Il 16 aprile 1966 i genitori muoiono in un incidente automobilistico, probabilmente uccisi a causa della loro attività segreta. Gli amici di famiglia Jim e Helen Elgin, ne divengono tutori legali quando lei ha 17 anni. Il figlio di Helen, Steve Austin, e Jaime, già compagni di scuola, si innamorano, ma lui lascia presto Ojai per frequentare il college e in seguito unirsi alla U.S. Air Force e prendere parte al programma della NASA in qualità di astronauta.
Jaime nel frattempo si diploma e si trasferisce a studiare al Carnegie Institute of Technology. Dopo aver ricevuto il suo diploma di insegnante, diviene una tennista professionista. Fino al 1975 vince numerosi importanti tornei, venendo classificata tra le prime cinque campionesse di tennis mondiale, avendo battuto ed essendo stata battuta da reali campionesse del tennis quali Billie Jean King e Chris Evert.

#### Incidente
Durante una visita a casa a Ojai, Jaime si riunisce a Steve Austin (divenuto colonnello e non più astronauta). Grazie anche all'intervento della madre di Steve, la relazione tra Jaime e Steve sboccia rapidamente, ma la loro felicità è destinata a durare poco, a causa di un incidente che avviene mentre la coppia sta facendo paracadutismo: il paracadute di Jaime si rompe e lei precipita a terra. Le sue ferite sono critiche, entrambe le gambe e il braccio destro sono irrimediabilmente danneggiati, inoltre un grave trauma cranico le causa danni all'orecchio destro. Steve, che è profondamente innamorato di Jaime, contatta il suo capo Oscar Goldman all'Office of Strategic Intelligence (OSI) e lo supplica affinché autorizzi una procedura top secret: la sostituzione bionica. Steve sa che è l'unico modo per salvare Jaime, perché il governo ha eseguito la stessa operazione sperimentale su di lui due anni prima. Sotto le abili mani del dottor Rudy Wells, l'operazione di Jaime è un successo. Il suo braccio, le gambe e l'orecchio interno gravemente danneggiati vengono sostituiti con protesi elettroniche all'avanguardia. Dopo aver appreso dell'operazione radicale a cui è stata sottoposta, Jaime teme di essere diventata un mostro. Tuttavia, con il supporto di Steve, impara presto ad accettare i suoi nuovi arti dopo che lui le rivela di essere anch'egli bionico. Mentre sono nel bel mezzo dell'organizzazione del loro matrimonio, Jaime soffre di un grave rigetto degli impianti bionici. Viene operata d'urgenza, ma l'intervento non riesce a salvarla e, con Steve al suo fianco, Jaime muore sul tavolo operatorio.

#### Costo degli impianti
Secondo i titoli di testa de La donna bionica, il costo degli impianti bionici di Jaime Sommers è un'informazione riservata. Questa mancanza di specificità ha scatenato frequenti dibattiti tra i fan sull'opportunità di chiamare Jaime "La donna da sei milioni di dollari", ricalcando il titolo della serie di cui è uno spin-off. Al di fuori degli Stati Uniti, alcune distribuzioni in syndication hanno avuto meno problemi con questo aspetto, intitolando tranquillamente la serie La donna da sei milioni di dollari declinata nelle varie lingue. Così in Germania Ovest la serie è stata distribuita con il titolo Die Sechs-Millionen-Dollar Frau e nei paesi di lingua olandese, quali le Fiandre nel Belgio e i Paesi Bassi, la serie è stata distribuita con il titolo De Vrouw van Zes Miljoen. In entrambi i casi la traduzione corrisponde appunto a La donna da sei milioni di dollari.
Nella storia di apertura dello spin-off, Bentornata Jaime (Welcome Home, Jaime), lei insinua a Oscar di essere costata quanto Steve. Lui risponde: "Beh, non proprio. Le parti sono più piccole, dopotutto". In un altro episodio della prima stagione, Rudy chiama Jaime (Fly Jaime), in cui Jaime e il dottor Rudy Wells sono intrappolati su un'isola deserta e cercano di tirare fuori del cibo da una scatola, Rudy dice: "Fate largo al mio apriscatole da sei milioni di dollari".
Nel febbraio 2016, Lindsay Wagner ha chiarito in un'intervista a Headlines and Global News che il motivo per cui la serie l'ha resa celebre, a differenza della sua controparte protagonista de L'uomo da sei milioni di dollari, è proprio il non aver mai rivelato il costo finale de La donna bionica. "Quella era una questione prettamente politica, non è vero?", ha affermato Wagner. "Lei [Jaime] non poteva costare più dell'uomo! Stavano per produrre anche altri spin-off, ma c'era tutta questa questione politica con la rete perché era l'inizio della rivoluzione femminile". Pertanto, in ultima analisi, il costo degli impianti bionici di Jaime Sommers non è mai stato rivelato e ritenuto un'informazione classificata nei titoli di testa.

#### "Rinascita"
Il dottor Michael Marchetti usa una procedura sperimentale criogenica per raffreddare il corpo di Jaime Sommers e prevenire danni cellulari. Questo permette ai dottori di avere il tempo necessario per curare l'enorme coagulo cerebrale che le aveva tolto la vita. Il cuore di Jaime viene riavviato e lei viene rianimata, tuttavia l'operazione radicale non è un successo completo. Jaime subisce infatti alcuni danni cerebrali che le causano la perdita di alcuni ricordi della sua vita passata. Un altro intervento chirurgico ne ripristina molti, ma il suo amore per Steve sembra irrecuperabile. La straordinaria forza di cui è dotato il corpo bionico di Jaime esclude un suo ritorno nel circuito del tennis, quindi fa ritorno a Ojai. Si trasferisce in un appartamento sopra una rimessa ne nel ranch di Jim e Helen Elgin. Ottiene un lavoro come insegnante presso la base aerea di Ventura. 
Jaime si sente in debito con Oscar e il governo per averle salvato la vita, insiste perciò affinché Oscar la contatti se l'OSI dovesse aver bisogno di un agente con le sue speciali abilità. Oscar chiama Jaime e, dal 1976 al 1978, viene inviata in numerose missioni segrete. Tuttavia, l'uso di Jaime da parte di Oscar è considerevolmente più riservato rispetto al suo uso di Steve. Mentre Austin è un agente a tempo pieno, Oscar è generalmente più riluttante a mettere Jaime in situazioni ad alto rischio. Spesso la si vede intromettersi nelle missioni nonostante le obiezioni di Oscar. Questa esitazione ha diverse cause. Almeno inizialmente, Oscar si sente in colpa per la sua morte, perché l'ha mandata in missione subito dopo l'operazione dell'impianto bionico, usandola come agente prima che fosse davvero pronta. Dopo la sua rinascita è riluttante a commettere lo stesso errore, poiché, dopo tutto, era morta per il rigetto dell'impianto bionico. Anche la sua memoria rappresenta un problema: se fosse un agente sul campo regolare e non bionico, i suoi problemi mentali l'avrebbero squalificata dall'essere un agente. Tra i due si instaura così nel tempo un rapporto di lavoro, mentre lui dimostra sentimenti paterni nei confronti della donna, che a volte gli impediscono un'analisi distaccata della sua idoneità per le missioni.
Durante il suo periodo di più maggiore coinvolgimento con l'OSI, anche la sua relazione con Rudy Wells è diversa da quella di Steve. Mentre Steve è occasionalmente diffidente nei confronti di Rudy e a volte mostra impazienza o persino ostilità nei confronti dei test medici di Rudy, Jaime lo vede come un alleato utile e un buon amico. È spesso al laboratorio di Rudy e generalmente più entusiasta degli obblighi di ricerca dati dall'essere un esemplare praticamente unico. 
Con l'avanzare dell'esperienza sul campo, Jaime diventa via via sempre più sicura di sé. La sua personalità è più mutevole di quella di Steve, al tempo stesso arguta e con un maggiore rigore morale. Dopo il trauma del rigetto, il rapporto di Jaime con la sua bionica rimane ambiguo. Ma come agente è coraggiosa, intraprendente con le sue capacità e sempre più circospetta riguardo al militarismo dei suoi datori di lavoro, preferendo un approccio più umanistico. Verso la fine della serie adotta Maximillion (AKA Max), un pastore tedesco che era stato usato come cavia per l'impianto di bionica negli animali.

### Bionic Woman
La nuova versione di Jaime Sommers è una barista di San Francisco. È nata a Van Horne, nello Iowa, da una coppia di attivisti politici, Ethan e Madeline Jo Sommers. Entrambi i genitori viaggiano molto per sostenere le loro cause e a volte possono stare lontani per giorni o per settimane. Quando ritornano a casa, Ethan spesso fa dono a Jaime di fotografie dei loro viaggi che, fin dalla sua più giovane età, hanno influenzato Jaime portandola ad amare la fotografia. Nel 1992 nasce la sorella di Jaime, Becca Sommers.
Jaime frequenta la locale scuola superiore, la Meskwaki High School di Van Horne. È l'attaccante della squadra di hockey su prato della scuola, contribuendo a curare la rivista letteraria della scuola, è un componente di spicco della squadra di dibattito e partecipa al club di fotografia. È una studentessa molto attraente ed popolare tra gli studenti e la preferita dei suoi professori. Poiché nessuno dei suoi genitori ha una professione redditizia, Jaime contribuisce al sostentamento della famiglia con piccoli lavori occasionali nel quartiere, tra cui la baby-sitter, consegnando i giornali e come hostess e cameriera in un ristorante a conduzione familiare chiamato Jelly's Eatery.
Un anno prima di diplomarci alla scuola superiore, a Madeline viene diagnosticato un cancro al seno maligno al secondo stadio. Jaime, che crede da sempre che la vita piena sempre in giro per il mondo dei propri genitori sia la causa di una mancata diagnosi precoce, abbandona la maggior parte delle proprie attività extrascolastiche per prestare assistenza alla propria madre. I suoi voti iniziano lentamente a risentirne, ma riesce a laurearsi tra il primo 7% degli studenti della sua classe nel 2001. Viene in seguito ammessa all'Università di Harvard, dove vuole di studiare letteratura irlandese. Quando le condizioni di sua madre peggiorarono, Jaime accantona tuttavia i suoi piani per il college per starle vicino, continuando al contempo a lavorare, ma divenendo sempre più impegnata nell'assistenza di sua madre.
Nel 2004, dopo una lunga lotta contro il cancro, Madeline Jo Sommers muore. Subito dopo il funerale, Jaime parte per la costa occidentale degli Stati Uniti, lasciandosi alle spalle Becca. Al suo arrivo sulla costa occidentale, Jaime si trova rapidamente un appartamento angusto in una città universitaria e un lavoro in un bar locale. Si iscrive al programma di psicologia presso il college vicino, così da essere in grado di pagare le tasse universitarie, dal momemtno che ha risparmiato un po' di soldi durante il periodo in cui assisteva la madre. In un corso di bioetica che segue come qualche semestre dopo, incontra un professore molto stimato, il dottor Will Anthros, che inizia a frequentare.
La sorella Becca rintraccia Jaime, presentandosi alla sua porta nel 2006 con una borsa contenente poche cose, chiedendo di stare con lei. Jaime permette a Becca di trasferirsi, ma ancora una volta la necessità di provvedere alla sua famiglia, questa volta alla sorella, costringe Jaime a lasciare il college.
Quando Jaime ha un incidente d'auto quasi mortale, Will fa in modo che Jaime ottenga l'inserimento di impianti cibernetici nel proprio corpo, noti come bionici. Questi impianti sostituiscono sia le sue gambe che il suo braccio destro, conferendole forza e velocità sovrumane. Le viene anche impiantato un orecchio bionico che le consente di udire a basso volume, a larghezze di banda diverse da quelle udite dalla maggior parte degli umani e su distanze insolitamente lunghe. Le viene inoltre impiantato un occhio bionico, che le conferisce una vista di 2000/20 e la possibilità di analizzare matematicamente gli oggetti, la loro velocità, le loro traiettorie, ecc. Il corpo ricostruito di Jaime Sommers contiene degli "antrociti", una tecnologia simile ai nanorobot che le permettono di guarire rapidamente dalle ferite. Il quarto episodio della serie Bionic Woman, Confronto diretto, ci informa che Jaime può percepire il dolore attraverso i suoi arti bionici, come quando si danneggia accidentalmente un dito del piede dopo un salto. Gli episodi successivi di Bionic Woman rivelano che Jaime ha anche altre protesi bioniche, tra cui un sistema di tracciamento impiantato nel cervello che consente ai suoi supervisori di vedere attraverso il suo occhio bionico e tracciare la sua posizione, sebbene lei impari successivamente a disattivare questa funzione a piacimento.
La versione rivisitata di Sommers viene reclutata da un'organizzazione antiterroristica segreta e i primi episodi della serie mostrano la fase di addestramento che segue per diventare un agente, mentre cerca di scoprire chi all'interno dell'agenzia è effettivamente affidabile. Nel frattempo, è impegnata a bilanciare la sua vita da agente segreto con l'essere una madre surrogata per la sorella ribelle di 15 anni, di cui si prende cura dopo la morte della madre e l'abbandono da parte del padre.
I primi episodi rivelano inoltre che Will Anthros, il cui padre è l'inventore degli impianti bionici, viene apparentemente ucciso a colpi di arma da fuoco da Sarah Corvus, una rinnegata e la prima donna bionica. Dopo il suo funerale nel secondo episodio, Mistero a Paradise, Jaime scopre che aveva tenuto un dossier segreto su di lei risalente a due anni prima, il quale conteneva i risultati del suo test di intelligenza, fotografie e storia personale. Nel già citato quarto episodio della serie, Jaime scopre inoltre che i suoi impianti bionici hanno una durata massima di cinque anni. Viene anche mostrata per la prima volta mentre sperimenta tremori alle mani bioniche simili a quelli che affliggono Sarah Corvus, la cui bionica di prima generazione mostra un lento declino, influenzando la sua salute fisica e mentale. Il quarto episodio rivela inoltre che Jaime ha paura di volare.
Jaime è inoltre caratterizzata da un'etica particolarmente accesa, rifiutandosi di uccidere: a un certo punto, infatti, rifiuta l'ordine preciso di eseguire un assassinio con un fucile da cecchino, escogitando un'alternativa. In un altro momento, tuttavia, incoraggia il suo partner Antonio a sparare un colpo mortale per neutralizzare un bersaglio.

## Interpreti
Jaime Sommers viene interpretata nella sua prima versione dall'attrice statunitense Lindsay Wagner, che la impersona per la prima volta, tra il 1975 e il 1976, in alcuni episodi della serie televisiva L'uomo da sei milioni di dollari (The Six Million Dollar Man), riprendendola nello spin off La donna bionica (The Bionic Woman) dal 1976 al 1978. Successivamente Lindsay Wagner riprende ancora il personaggio nei film per la televisione Il ritorno dell'uomo da sei milioni di dollari (The Return of the Six-Million-Dollar Man and the Bionic Woman, 1987),  Scontro bionico (Bionic Showdown: The Six Million Dollar Man and the Bionic Woman, 1989) e Il ritorno della donna bionica (Bionic Ever After?, 1994).
La parte vale all'attrice un Emmy Award quale migliore attrice protagonista in una serie drammatica nel 1977; un TV Land Award quale Greatest Gear or Admirable Apparatus nel 2007, dopo essere stata candidata quale Superest Super Hero nel 2003 e Greatest Gear or Admirable Apparatus nel 2006; due candidatura ai Golden Globe, nel 1977 e 1978, quale miglior attrice in una serie drammatica.
Nelle edizioni in italiano delle serie televisive e dei film per la televisione, Lindsay Wagner viene sempre doppiata da Franca De Stradis, tranne in Scontro bionico, dove viene doppiata da Maria Pia Di Meo.
La seconda Jaime Sommers, protagonista della serie remake Bionic Woman del 2007, viene interpretata dall'attrice britannica Michelle Ryan, tuttavia più nota per la sua interpretazione del personaggio di Nimueh nella serie televisiva Merlin. Questa versione del personaggio viene doppiata in italiano da Domitilla D'Amico.

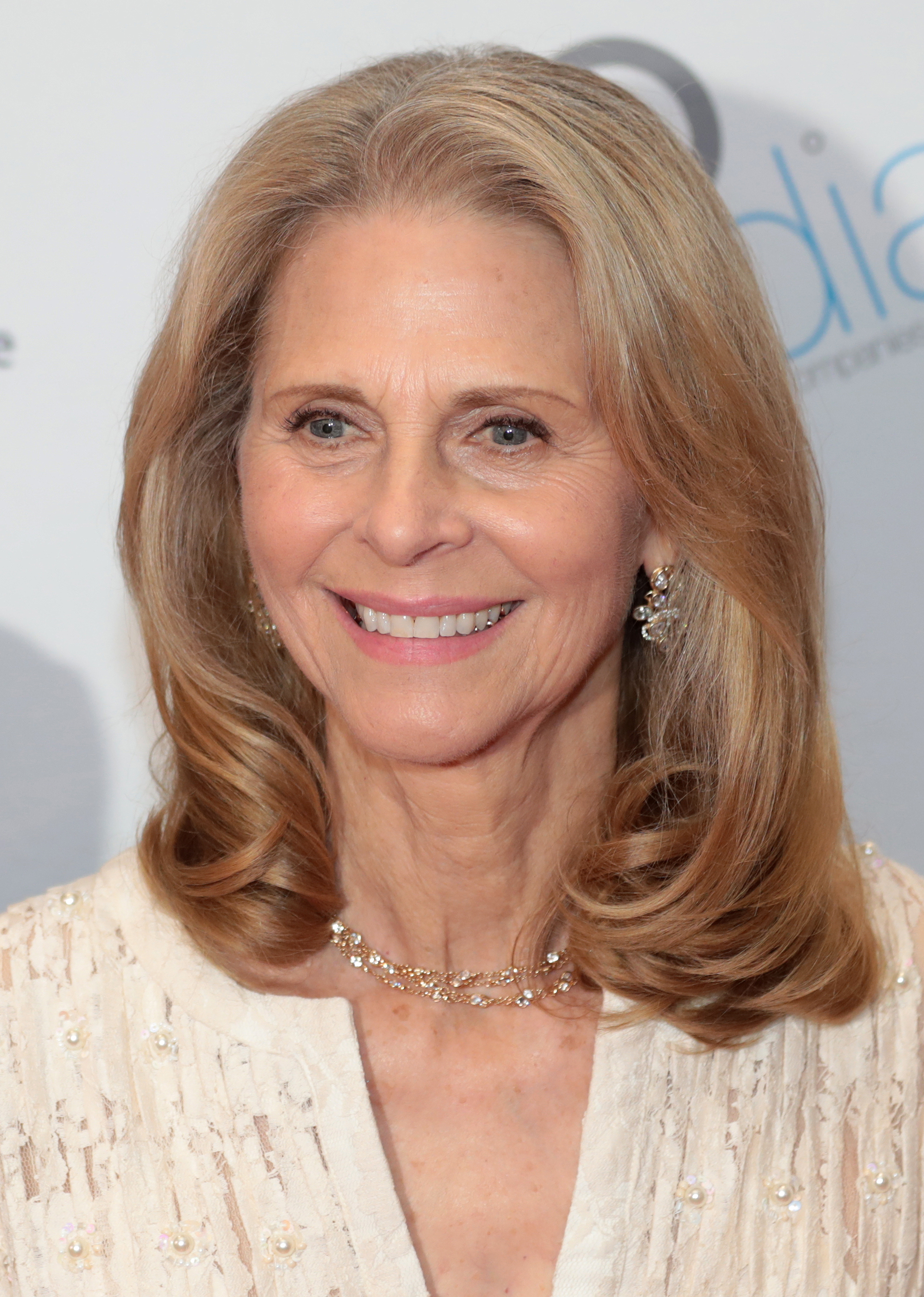
Lindsay Wagner, prima interprete di Jaime Sommers
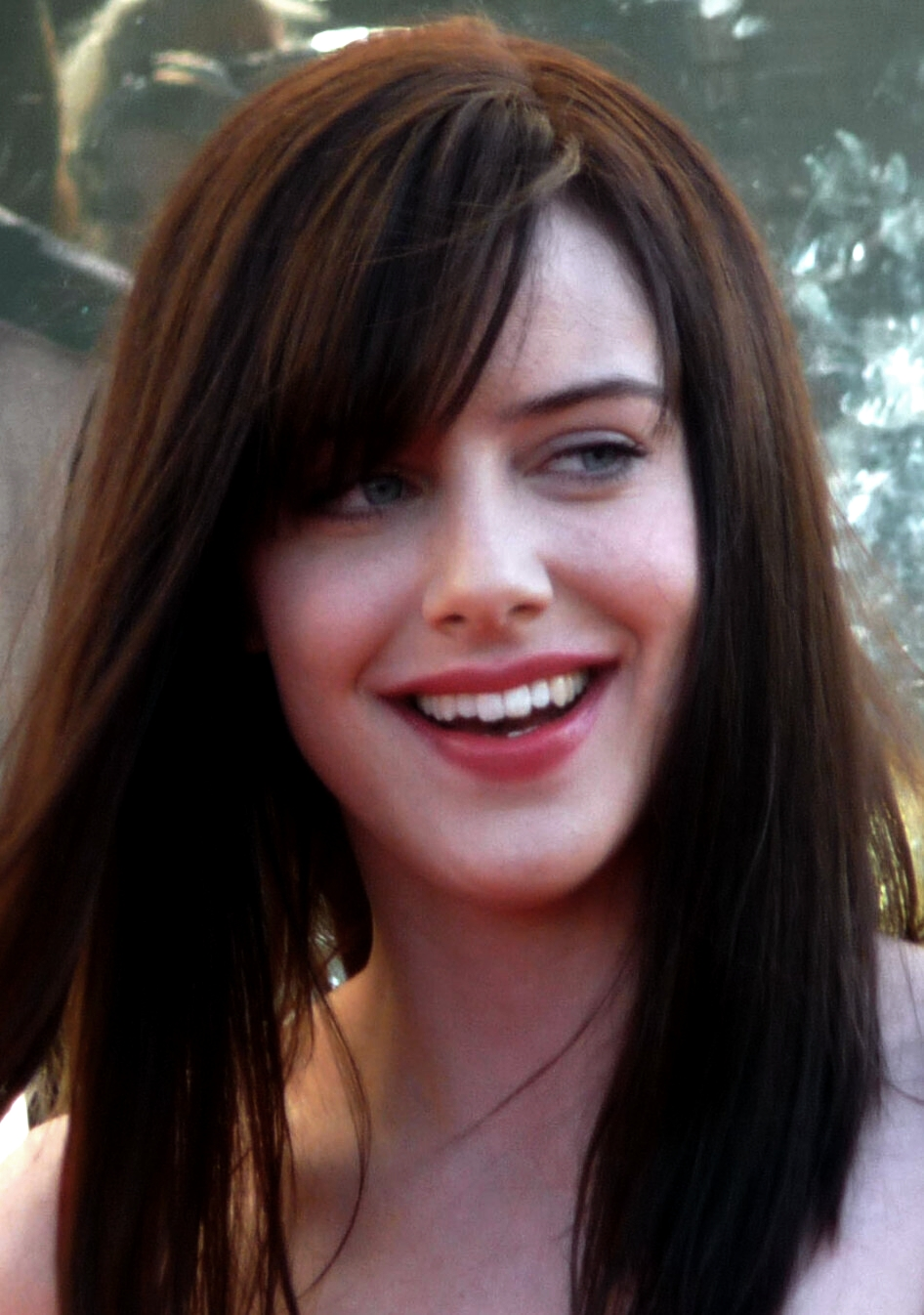
Michelle Ryan, interprete di Jaime Sommer nella serie Bionic Woman

## Accoglienza

### La donna bionica
La Jaime Sommers originaria è considerata un'icona femminista, venendo definita dalla rivista Time nel 1976 come "una Wonder Woman dei giorni nostri" e nel 1977 come "l'argomento più attraente per il femminismo". La donna bionica è stata trasmessa in un periodo in cui "il movimento ERA (Equal Rights Amendment) era molto vivo", secondo quanto affermato dal produttore della nuova serie, David Eick. "La donna bionica è stata la prima serie televisiva in cui la donna non era la moglie o la fidanzata o la madre del ragazzo". Nonostante questi riscontri, altri notano la contraddizione intrinseca nei personaggi femministi degli anni settanta, come la Jaime Sommers de La donna bionica, anche la Wonder Woman interpretata da Lynda Carter nell'omonima serie televisiva o le tre Charlie's Angels, tutte donne "oggettificate" dagli uomini per trasmettere un messaggio di lipstick feminism.
Nel 2004, il personaggio di Jaime Sommers, nella sua prima versione interpretata da Lindsay Wagner, è stato inserito nella lista dei 100 migliori personaggi televisivi di Bravo. AOL l'ha inserita tra le 100 attrici televisive interpreti dei personaggi più memorabili.

### Bionic Woman
La nuova incarnazione di Jaime Sommers è stata criticata dai critici televisivi perché rappresenterebbe più stereotipi di genere rispetto all'originale, Annalee Newitz di AlterNet sostiene che il personaggio non sia più una donna in carriera indipendente (professionista di tennis e insegnante) ma piuttosto una studentessa universitaria e barista, che nonostante venga descritta come dotata di un quoziente intellettivo molto alto, non è altrimenti in grado di essere "l'eroina definitiva della liberazione delle donne" che era stata l'originale. Lindsay Wagner, l'originale "Donna Bionica", ha definito la nuova serie come "oscura, cupa e violenta", mentre Michelle Ryan descrive la nuova Jaime in questi termini: "È un personaggio femminile forte e combattivo... Ha una sua vulnerabilità. È molto affettuosa e compassionevole. Penso che abbia una morale elevata. Mette sempre in discussione le cose. Dice: 'Noi siamo i buoni, e non penso che sia giusto'.". Sostenendo, inoltre, che "È anche un vero maschiaccio. È vera. Penso che sia molto con i piedi per terra e abbia un buon cuore, ma ha anche un certo carattere.".
Sono stati tracciati parallelismi tra la nuova Jaime e le eroine degli anni novanta che l'hanno preceduta. Alcuni commentatori hanno sottolineato una somiglianza con Buffy Summers, protagonista della serie televisiva soprannaturale Buffy l'ammazzavampiri, nel senso che le è stato dato, suo malgrado, un pesante fardello da sopportare. Ciò si estende anche alla relazione tra Jaime e la sua controparte e antagonista, la nemica Sarah Corvus, che viene descritta dai recensori come simile alla dinamica tra Buffy e la sua antagonista Faith Lehane in Buffy l'ammazzavampiri. Altri commentatori affermano che la relazione tra Jaime e il direttore del programma di bionica Jonas Bledsoe è parallela a quella tra Buffy e il suo mentore Rupert Giles, così come il Gruppo Berkut svolge all'interno della trama un ruolo similare a ciò che il Consiglio degli Osservatori fa in Buffy, ovvero quello degli "oppressori patriarcali".

## Merchandising
- Con il successo della serie televisiva La donna bionica, la Kenner, già produttrice di una linea di action figure di Steve Austin, nel biennio 1976-1977 mette in produzione anche l'action figure di Jaime Sommers.[18] La linea comprende tra l'altro: il personaggio Fembot, ovvero un personaggio sullo stile del personaggio Maskatron: una testa robotica, con facce intercambiabili; Jaime Sommers, distribuita in tre varianti, con diversi abiti; numerosi set di abiti; alcuni playset, tra cui un salone di bellezza, due case, la scrivania della classe scolastica dove Jaime Sommers insegna, un'automobile stile Corvette e, così come per la sua controparte maschile, un set Play-Doh, un proiettore Give A Show e un visore stereoscopico See-A-Show.[18]

## Filmografia
- L'uomo da sei milioni di dollari (The Six Million Dollar Man) - serie TV, 9 episodi (1975-1976) - Lindsay Wagner
- La donna bionica (The Bionic Woman) - serie TV, 58 episodi (1976-1978) - Lindsay Wagner
- Il ritorno dell'uomo da sei milioni di dollari (The Return of the Six-Million-Dollar Man and the Bionic Woman), regia di Ray Austin - film TV (1987) - Lindsay Wagner
- Scontro bionico (Bionic Showdown: The Six Million Dollar Man and the Bionic Woman), regia di Alan J. Levi - film TV (1989) - Lindsay Wagner
- Il ritorno della donna bionica (Bionic Ever After?), regia di Alan J. Levi - film TV (1994) - Lindsay Wagner
- Bionic Woman - serie TV, 9 episodi (2007) - Michelle Ryan